# IC 1775
IC 1775 — галактика типу SBbc (компактна витягнута галактика) у сузір'ї Овен.
Цей об'єкт міститься в оригінальній редакції індексного каталогу.